# Jean de Bodt

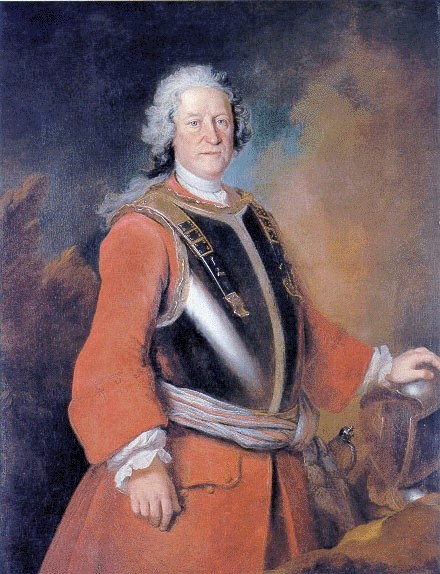
Jean de Bodt, architetto e generale, 1729

Jean de Bodt (Parigi, 1670 – Dresda, 3 gennaio 1745) è stato un architetto e militare francese naturalizzato tedesco.

## Biografia

### Famiglia
De Bodt era nato a Parigi. Dichiarò che i suoi genitori erano Arnold Bodt e "Dame" Caterine de Gion ma potrebbe essere stato il figlio di Arnold von Both (Bodt), emigrato dal Meclemburgo a Parigi, e di una donna francese. Poteva anche provenire dai Paesi Bassi. Il pesce nel suo stemma ne sarebbe un'indicazione. De Bodt fu sposato due volte. È improbabile che la sua prima moglie fosse una figlia illegittima di Guglielmo III. Piuttosto, John de Bodt sposò Elizabeth Timberly a Londra nel 1694, dalla quale divorziò nel 1706. Ci sono anche prove del suo secondo matrimonio con Magdalena von Persode, sorella del maggiore generale Johann von Persode sposata nel febbraio 1707 a Berlino. Diverse figlie derivarono da questo matrimonio, tra cui:
- Suzanne Eleonore von Bodt sposatasi con Karl Moritz von Wangelin.
- Charlotte von Bodt sposatasi con Johann Sigmund von Petzinger.

### Carriera
Jean de Bodt studiò architettura con François Blondel in Francia, ma fuggì nei Paesi Bassi, nel 1685, come ugonotto dopo l'abrogazione dell'editto di Nantes. In qualità di ufficiale al servizio del principe Guglielmo III d'Inghilterra, trovò l'opportunità, oltre che a partecipare a varie campagne, di continuare i suoi studi nei Paesi Bassi e successivamente - anche nell'entourage del principe - in Inghilterra. A Londra divenne capitano  di fanteria e del corpo degli ingegneri.

### Berlino e Prussia

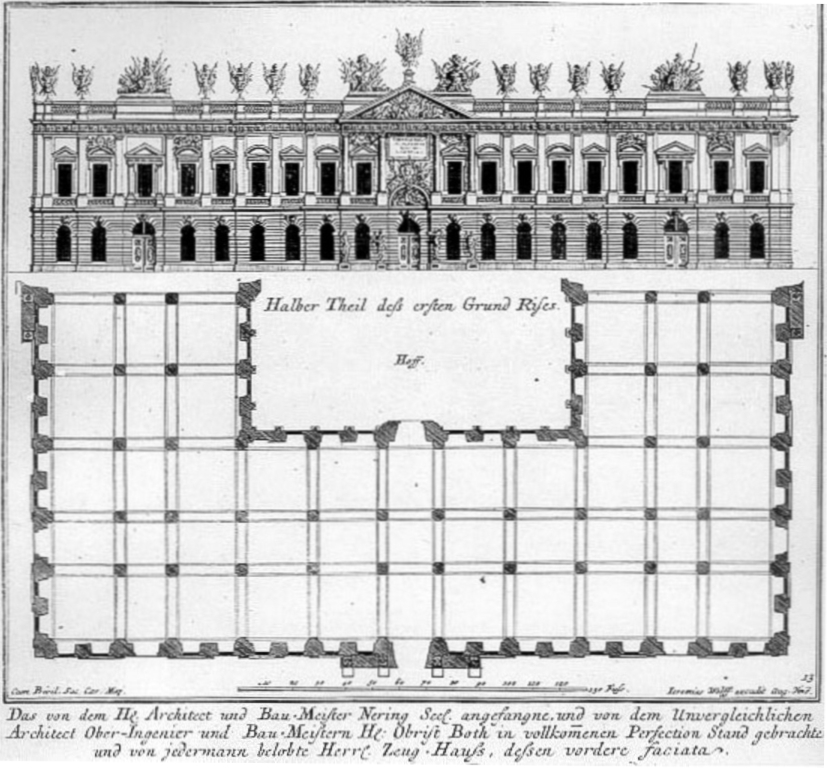
Berlin Zeughaus: prospetto della facciata e metà della pianta secondo Jean de Bodt

Nel 1699 accolse una chiamata dell'elettore brandeburghese Federico I di Prussia a Berlino e venne assegnato al XX reggimento fucilieri (Alt-Bornstedt). Dapprima iniziò il suo lavoro con ampie misure di sicurezza, poi modificò gradualmente i vecchi progetti e trovò nuove forme, che furono create traendole dal periodo classico francese e dall'architettura inglese della fine del XVII secolo. A Berlino, nell'autunno del 1699, come capo dell'intera industria edile, completò l'arsenale, rifacendosi ai progetti di Johann Arnold Nering, e dopo la sua morte, portati avanti da Martin Grünberg e Andreas Schlüter. Quest'ultimo creò principalmente la scultura architettonica. Tuttavia, elementi essenziali della Zeughaus risalgono ai concetti di de Bodt. Progettò anche parti del palazzo della città di Potsdam.
Per ragioni di rappresentanza culturale, Federico I volle che il suo Regno, fondato nel 1701, venisse riqualificato e convinse le famiglie più ricche della Prussia orientale a costruire una serie di palazzi barocchi. De Bodt partecipò con i progetti per Schloss Friedrichstein e Schloss Schlodien. I suoi progetti per Friedrichstein, il castello del conte Dönhoff, furono realizzati negli anni 1709-1714 dall'architetto John von Collas, ugonotto anche lui, con un percorso di vita simile. Jean de Bodt e John von Collas (Jean de Collas) dovrebbero essersi conosciuti: entrambi erano fuggiti prima nei Paesi Bassi, poi sulla scia di Guglielmo III d'Inghilterra con lui a Londra, ed entrambi andarono in Prussia intorno al 1700. Philipp Gerlach iniziò a costruire la torre della chiesa Parochialkirche a Berlino nel 1715 secondo i piani di de Bodt. Realizzò anche i progetti per il castello di Wentworth vicino a York per l'ambasciatore inglese Thomas Wentworth.
Dal marzo 1701 fu membro a pieno titolo di quella che allora era la Königlich Preußischen Sozietät der Wissenschaften. Il 9 maggio 1705 decise che sarebbe diventato comandante del corpo degli ingegneri, inizialmente senza brevetto. Il 14 settembre 1706 ottenne il brevetto di colonnello e il 24 dicembre 1715, il re Federico Guglielmo I lo promosse a maggiore generale. Il 1º gennaio 1722 divenne il comandante della fortezza di Wesel e la ampliò. La Berliner Tor è opera sua.

### Sassonia
La rottura arrivò quando il re preferì Walrawe, durante l'espansione della fortezza di Magdeburgo, e gli chiese di andarsene. Attraverso la mediazione dell'amico Longuelune, nel 1728 succesdette ad August Christoph von Wackerbarth in Sassonia come direttore generale degli edifici civili e militari e come capo del corpo d'ingegneria, per il quale incarico ricevette il grado di tenente generale. Era anche il superiore del dipartimento dell'edilizia civile. In questa funzione, dal 1734, modernizzò la fortezza di Königstein per conto di Federico Augusto II. Tra il 1735 e il 1737 fece costruire l'ala Elba della fortezza, ancora oggi conservata, e la nuova caserma costruita al castello Sonnenstein sopra Pirna. Nel 1741 fu nominato generale di fanteria, tuttavia questi ranghi erano difficilmente collegati ai doveri militari, ma servivano solo a classificare il suo stipendio come il principale architetto dello stato.
A Dresda guidò, tra le altre cose, l'ampliamento del palazzo giapponese. Simile al suo portico dell'armeria di Berlino e ai castelli della Prussia orientale, progettò un portico a colonne con un timpano triangolare, ma qui coronato da una cupola e fiancheggiato da figure dietro il triangolo del timpano - una disposizione che Paul Wallot avrebbe successivamente ampliato nell'edificio del Palazzo del Reichstag di Berlino. “In realtà, nella sua monumentalità, estranea a Dresda, questa sezione centrale si collega in modo riuscito con le forme curve del tetto dei padiglioni angolari che risalgono a Pöppelmann."
Nel 1737, per volere di Federico Augusto II, elaborò un progetto per un "istituto specializzato" per ufficiali di ingegneria. Nel dicembre 1743 iniziò ad insegnare all'"Accademia di ingegneria di Dresda" con inizialmente solo due insegnanti permanenti. La matematica e le sue applicazioni, la costruzione di fortezze per la guerra, la geodesia teorica e pratica, la cartografia, la geografia, l'ingegneria civile, la meccanica compresa l'idromeccanica e l'ingegneria meccanica venivano insegnate nelle stanze della Neustädter Kaserne am Niedergraben, nota come accademia militare. Interrotta solo dalla Guerra dei sette anni (1756–1763), l'Accademia di ingegneria, con quasi cinque insegnanti, funzionò bene durante le guerre napoleoniche.
Nel 2005 la biblioteca del Winterthur Museum (vicino a Wilmington) ha acquisito un'ampia collezione di modelli ornamentali di proprietà di de Bodt.

## Immagini di edifici di Jean de Bodt

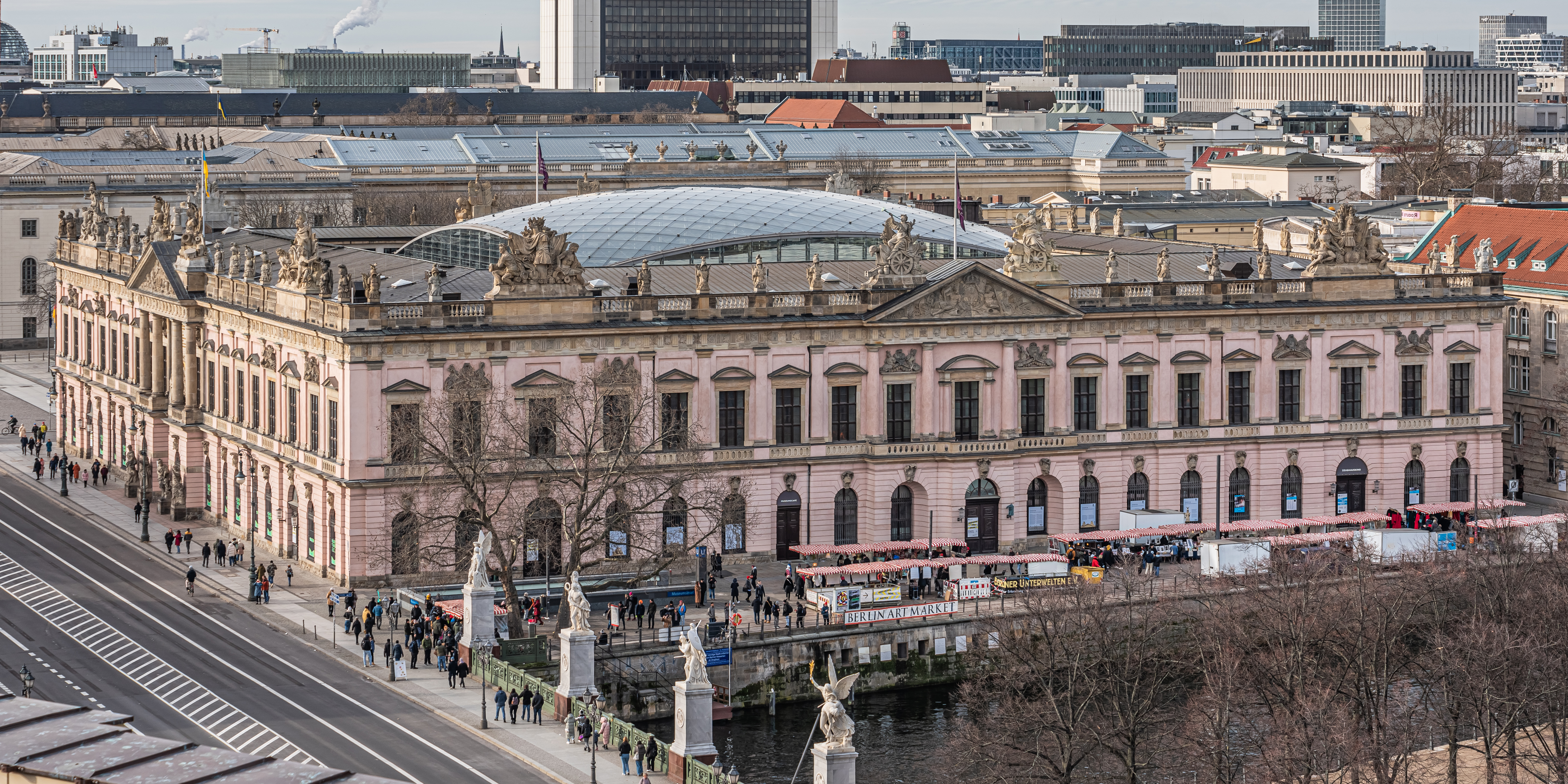
Arsenale di Berlino
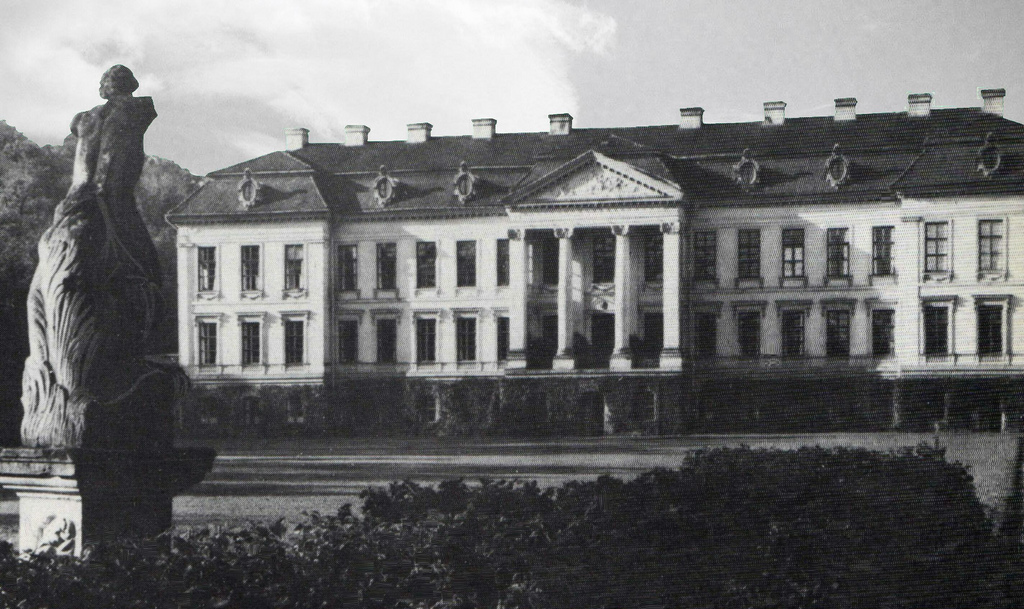
Castello di Friedrichstein, Prussia orientale
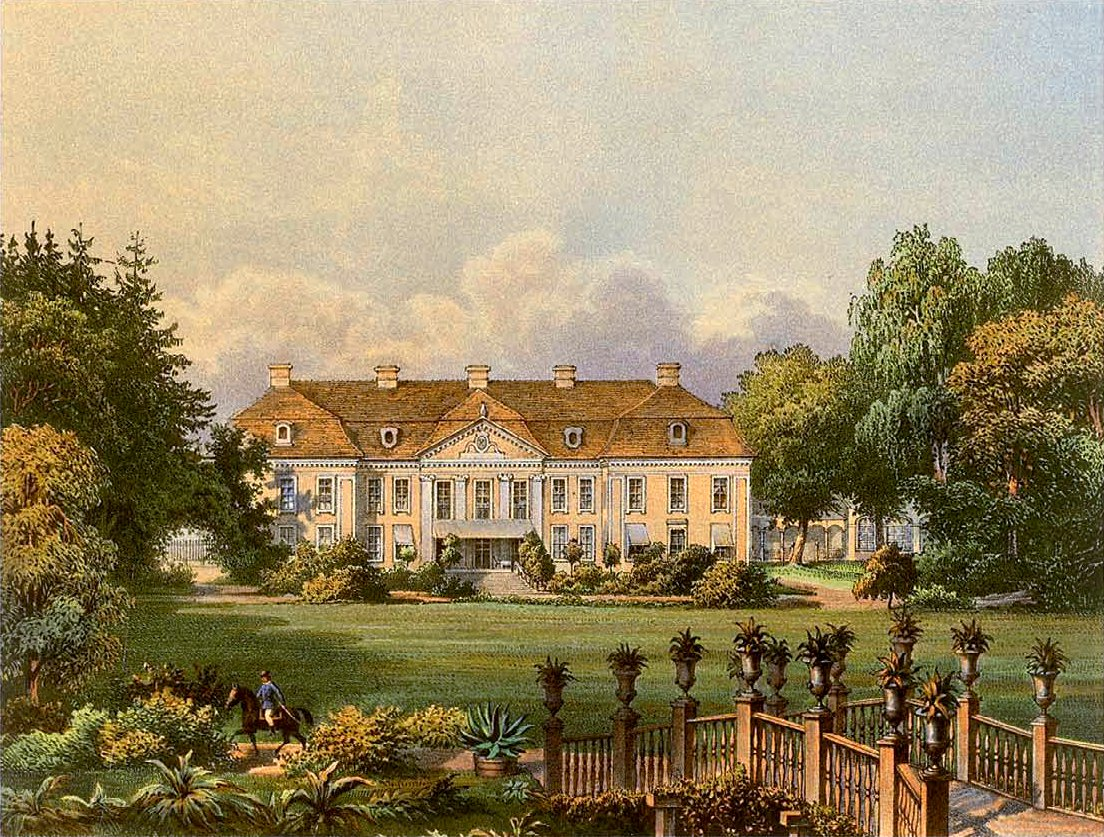
Castello di Schlodien, Prussia orientale
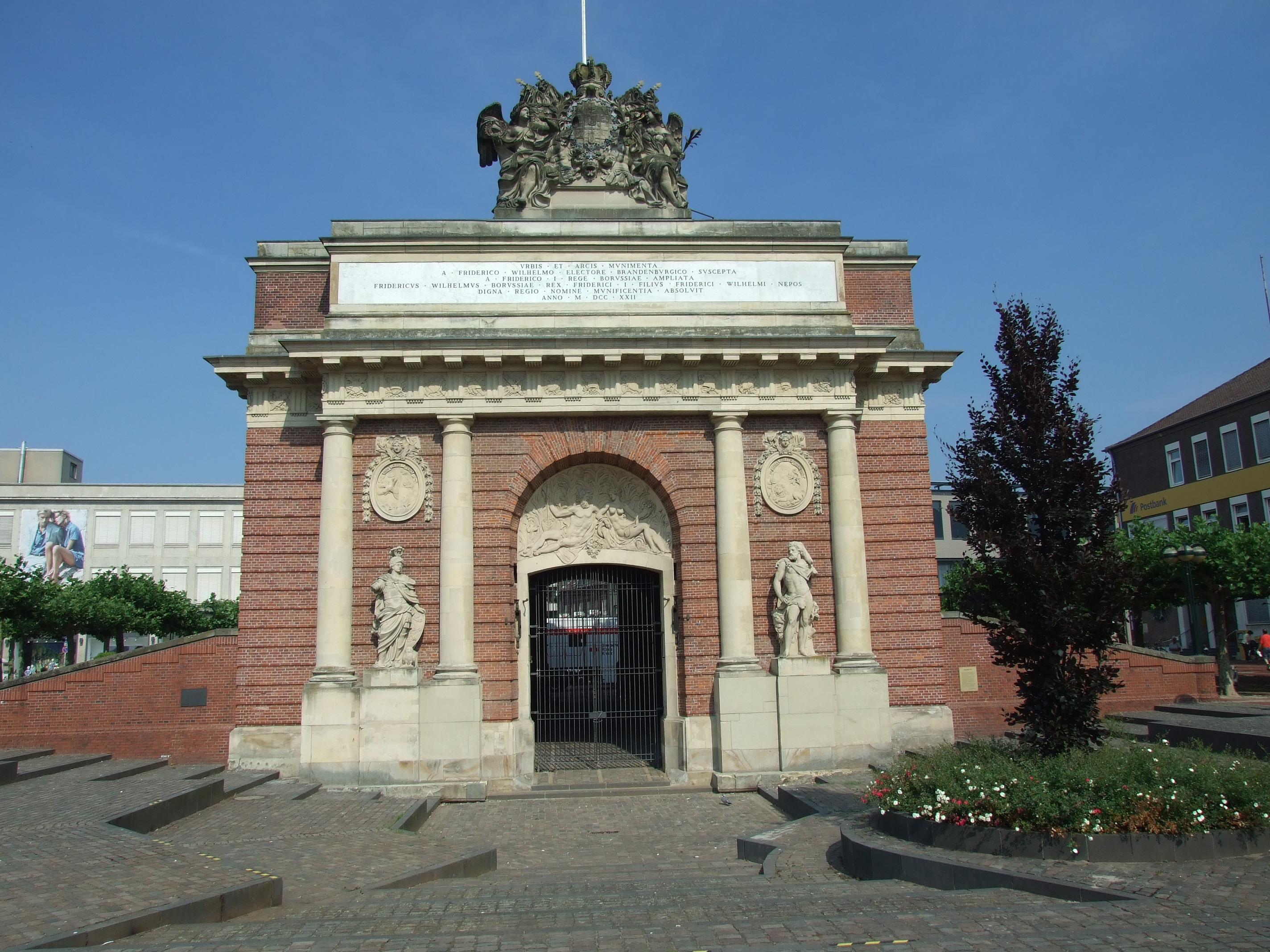
[Porta di Berlino (Wesel)
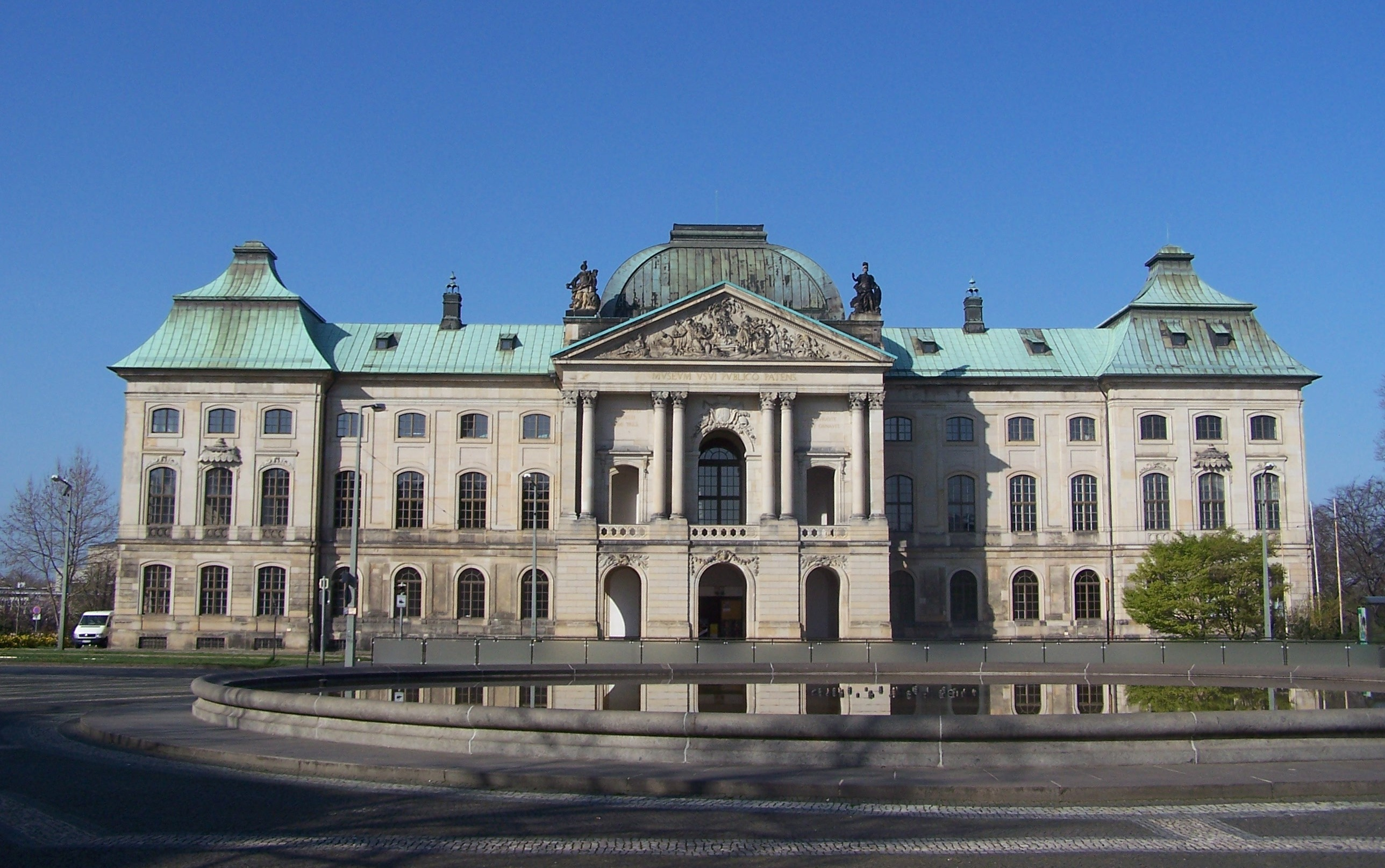
Palazzo giapponese, Dresda (collaborazione)